# زغرین
زغرین (به عربی: زغرین) یک روستا در سوریه است که در ناحیه مرکزی سلمیه واقع شده‌است. زغرین ۲٬۳۲۷ نفر جمعیت دارد.